# Orde van het Sterrenkruis
De Orde van het Sterrenkruis (Duits: Sternkreuzorden of Hochadeliger Frauenzimmer-Sternkreuzorden) is een Oostenrijkse damesorde die op 18 september 1668 door keizerin-weduwe Eleonore, derde echtgenote van keizer Ferdinand III, werd gesticht.
De orde herinnert aan een vernietigende brand in de Weense Hofburg. Het appartement van de keizerin-weduwe vloog op 2 februari 1668 's nachts in brand en zij kon zich ternauwernood redden. Achter haar stortte het appartement ineen. Zes dagen na de brand werd een kruis waarop relikwieën waren aangebracht, waaronder een "splinter van het kruis waaraan Jezus was gestorven", ongeschonden in de as teruggevonden. De Habsburgers hielden dit voor een wonder en besloten een Orde in te stellen die aan dit mirakel herinnert.
Er werd een processie gehouden en de prins-aartsbisschop van Wenen maakte een proces-verbaal van het "wonder" op. Paus Clemens IX publiceerde in zijn bul "Redemtoris et Domini nostri" de erkenning door de Heilige Stoel en de bijzondere privileges van de Orde. Op 18 september 1668 verklaarde de keizerin-weduwe de "Hoge Beschermvrouwe" van de Orde te zijn.
Bij de oprichting heette de Orde "Versammlung der hochadelichen Frauen unter dem Titel des Sternkreuzes" en werden de dames "Kreuzträgerinnen" of "Frauen vom Sternkreuz" genoemd. Later kwam de naam "Sternkreuz-Ordens-Frau" of "Sternkreuz-Ordens-Dame" in zwang.
De orde moet een deugdzaam leven, aandacht voor het heilige kruis en liefdadigheid bevorderen en laat alleen katholieke dames uit oude adelsgeslachten toe. De orde werd gedragen wanneer de Hoge Beschermvrouwe het kruis zelf ook droeg, in de kerk tijdens de mis, maar dan moeten er ten minste twee dames aanwezig zijn. Een dame die het kleinood van de Orde van het Sterrenkruis droeg mocht volgens de statuten niet dansen.
Het aantal dames in niet door de statuten vastgelegd. Tot 1918 moesten de aspirant-leden acht adellijke overgrootouders van de vader en ook van de moeder aantonen. Getrouwde dames moesten ook aantonen dat alle 16 betovergrootouders van de echtgenoot van adel waren. Vier generaties lang mocht dus geen enkele niet tot de adelstand behorende voorouder kunnen worden aangewezen.
Een Oostenrijkse aartshertogin was steeds voor het leven de "Hoogste Beschermvrouwe van de Orde" en zij benoemde de twee assisterende dames en de dames van het Sterrekruis. De assisterende dames zijn behulpzaam bij de verleningen van de Orde en de plechtigheden.
Er zijn vier dagen waarop de Orde bijeen komt
- De derde mei. De dag waarop het zogenaamde kruis van Jezus weer werd teruggevonden in Jeruzalem
- De veertiende september.
- Het feest van Karfreitag
- Een requiemmis voor de stichtster en alle gestorven Sterrenkkruisdames op 6 februari.

De "Hoogste Beschermvrouwe" verleent de ordetekens die tijdens een mis op het altaar lagen en gezegend zijn zittend aan de voor haar nederknielende Dames. De Orde wordt beheerd door een schatmeester, een kanselier en een secretaris.

## Het kleinood of juweel van de Orde van het Sterrenkruis
Het juweel van de orde werd in de loop der eeuwen viermaal veranderd en is sinds de regering van Maria Theresia een rood Latijns kruis met een brede blauwe rand die op een zwarte Oostenrijkse adelaar is gelegd. Op het gouden kruis is een klein roodbruin en blauw geëmailleerd kruisje gelegd.
Boven de kop van de adelaar is een geëmailleerde band aangebracht met het devies van de orde, "Salus et gloria" (Latijn: "Verlossing en Overwinning"). Het lint is zwart en de orde wordt aan een zijden strik op de linkerborst gedragen.
Voor- en achterzijde van het kleinood zijn gelijk.

## Hoogste Beschermvrouwen

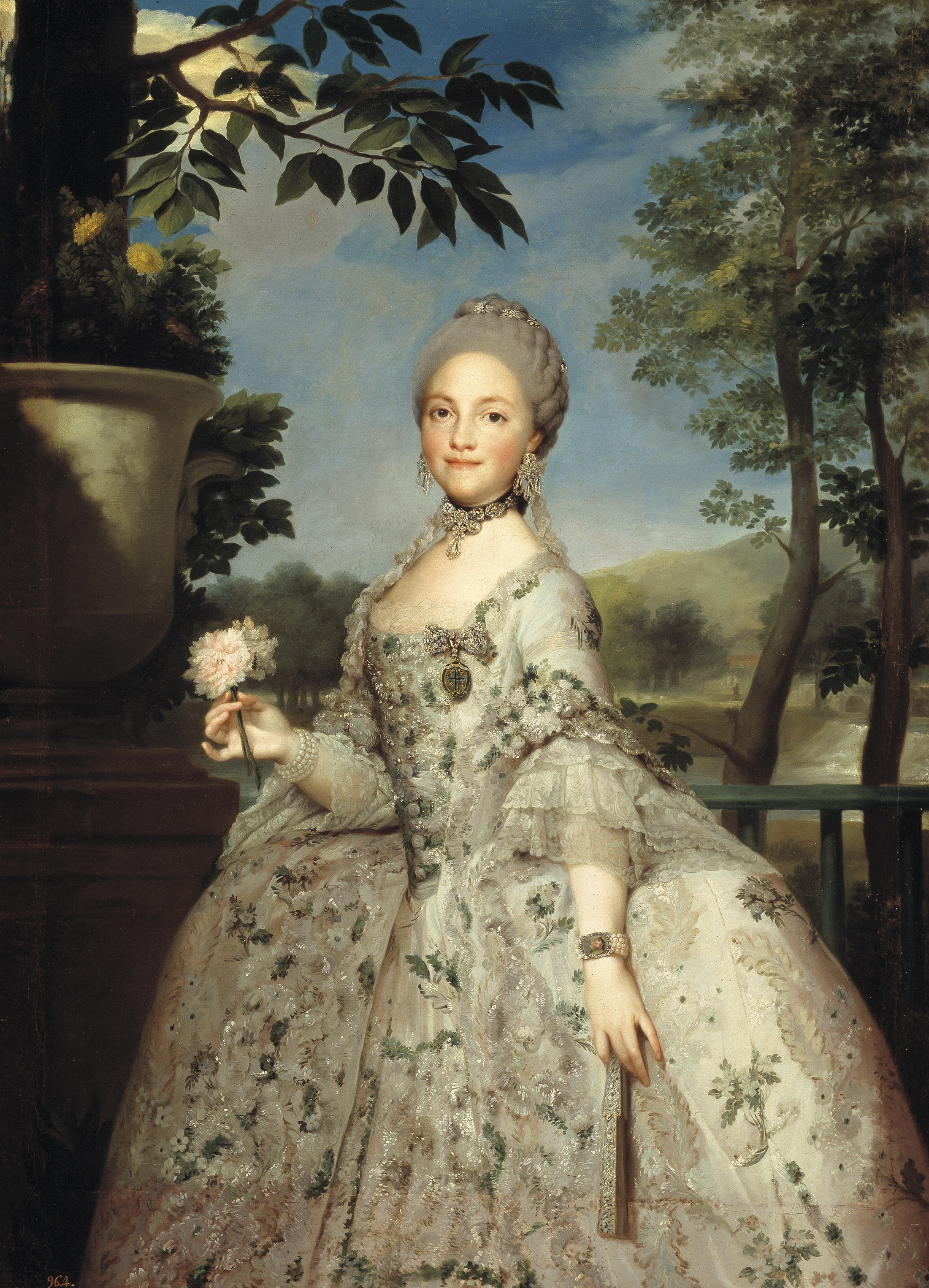
De Spaanse koningin Maria Louisa van Parma was dame van de Orde van het Sterrenkruis

Keizerinnen(-gemalin) van het Heilige Roomse Rijk:
- 1668-1686 : keizerin-weduwe Eleanor Gonzaga (1630-1651-1657-1686), weduwe van keizer Ferdinand III
- 1686-1720 : keizerin Eleanora Magdalena (1655-1676-1705-1720), vrouw van keizer Leopold I
- 1720-1742 : keizerin-weduwe Amalia Wilhelmina (1673-1705-1711-1742), weduwe van keizer Jozef I
- 1742-1750 : keizerin Elisabeth Christine (1691-1711-1740-1750), vrouw van keizer Karel VI
- 1750-1780 : keizerin Maria Theresia (1717-1740-1780), vrouw van keizer Frans I Stefan
- 1780-1792 : keizerin Maria Louisa (1745-1780-1792), vrouw van keizer Leopold II[1]
- 1792-1807 : keizerin Maria Theresia (1772-1792-1807), vrouw van Frans I (in 1806, Frans I van Oostenrijk)[2]

Keizerinnen-gemalin en Aartshertogin(-gemalin) van Oostenrijk :
- 1808-1816 : keizerin Maria Louisa (1787-1808-1816), vrouw van keizer Frans II[3]
- 1816-1873 : keizerin Caroline Augusta (1792-1816 -1835-1873), vrouw van Frans I[4][5]
- 1873-1898 : keizerin Elisabeth (1837-1854-1898), vrouw van Frans Jozef I[6]
- 1898-1916 : aartshertogin Maria Josepha (1867-1944), moeder van Karel I van Oostenrijk[7]
- 1916-1951 : keizerin Zita (1892 -1916-1918-1918-1951-1989), vrouw van Karel I
- 1951-2010 : aartshertogin Regina (1925-1951-2010), vrouw  van Otto I van Habsburg (huwelijk in 1951)
- 2010-present : aartshertogin Gabriela (1956-2010- ), zuster van Karel II van Habsburg

Vette cijfers zijn hun jaren als keizerinnen. Cijfers in cursief zijn hun jaren als "Eerste Dames".
Ook nu bestaat de orde nog, als een huisorde sinds 1918 wanneer het Oostenrijks-Hongaarse Rijk verdween. Aartshertog Karel en zijn vrouw aartshertogin Francesca leven gescheiden sinds 2003. Dus aartshertogin Gabriela van Habsburg-Lotharingen is de huidige beschermvrouwe, als dochter van Otto I van Habsburg (2010-2011) en zuster van Karel II van Habsburg (2011-).